# Palazzo Basadonna Giustinian Recanati
Palazzo Basadonna Giustinian Recanati è un palazzo veneziano sito nel sestiere di Dorsoduro al numero civico 1012, affacciato sulle Fondamenta Priuli, poco distante da Palazzi Contarini degli Scrigni e Corfù e di fronte a Palazzo Bollani.

## Storia
Tale edificio fu edificato da un anonimo architetto per la famiglia Contarini durante il XIV secolo. Passò nel 1626 ai fratelli Alvise, Antonio e Giovanni Basadonna, che incaricarono Baldassare Longhena della modernizzazione stilistica. Nel 1758 il Palazzo passò nuovamente di mano, arrivando alla famiglia Priuli. In questa occasione, avvenne un importante restauro delle parti interne. Giunto nelle mani dei conti Giustinian Recanati, fu da questi ultimi donato al Comune di Venezia affinché diventasse la sede di una scuola. Tra il 1970 e il 1975 fu completamente ristrutturato e convertito alla nuova funzione. Il palazzo ospita attualmente la sede del liceo artistico statale di Venezia ma è aperto alle visite guidate. Nel 2002 sono stati realizzati lavori per proteggere l'androne dall'acqua alta.

## Architettura
Si tratta di un complesso architettonico la cui facciata principale, risalente all'inizio del XVII secolo, appare semplice e lineare, quasi in contrasto con le forme barocche che cominciavano a farsi strada nella tradizione architettonica veneziana. Anche la facciata posteriore ricalca questo stile. La tradizionale forma architettonica del palazzo non sembra rimandare all'intervento di Baldassare Longhena, che probabilmente preferì rifarsi a un modello cinquecentesco come già fatto per Palazzo Giustinian Lolin. Tale intervento è però documentato da numerosi documenti dell'epoca. 
La facciata principale presenta in altezza tre livelli: il piano terra, mosso da piccole aperture quadrangolari e spezzato dal vasto portale, il primo piano, contraddistinto dalla presenza di un'imponente serliana affiancata a tre coppie di monofore, disposte in modo asimmetrico, il secondo piano, che riprende questo schema sostituendo alla serliana tre aperture ad arco leggermente distanziate. Tutti i livelli sono segnalati da marcapiani e le varie aperture presentano in chiave d'arco delle teste muliebri. La facciata posteriore, di impatto ben più semplice, riprende l'ampia serliana e le tre aperture ad arco, che circonda con numerose monofore. Al piano terra si apre un ampio portale di terra che immette nel portego. 
La tradizionale forma architettonica del palazzo veneziano a fontego, con portico e magazzini al piano terra e struttura tripartita ai piani superiori, trova riscontro anche in questa opera. All'interno e in particolar modo nel piano nobile si trovano ancora oggi alcuni ambienti originari recanti stucchi e affreschi neoclassici, databili a differenti epoche: le decorazioni dei camici furono realizzate intorno alla metà del XVIII secolo, mentre risalgono ai primi anni del Settecento e dell'Ottocento molti affreschi. Il tutto è stato in parte recuperato grazie agli interventi della Provincia di Venezia che ne ha curato il restauro. Al contrario, la vasta collezione di dipinti dei Basadonna andò dispersa. Rilevante pure il giardino sito sul retro del complesso, sul quale insiste la facciata posteriore. Fu probabilmente progettato da Giuseppe Jappelli (1783-1852) e divenne molto celebre in quanto sapeva ospitare in spazi ristretti variazioni sul tema dell'architettura romantica inglese, proponendo collinette e sentieri tortuosi.